# Cerkiew Przemienienia Pańskiego w Jarosławiu
Cerkiew Przemienienia Pańskiego w Jarosławiu – świątynia greckokatolicka w Jarosławiu wybudowana została w latach 1717–1747, następnie przebudowana w latach 1911–1912. Wzniesiono ją na miejscu dawnego „zamku” jarosławskiego, zbudowanego w latach 1464-1472 przez Spytka Jarosławskiego, a po opuszczeniu rozebranego przed końcem XVII w.
Jest głównym ośrodkiem pielgrzymkowym polskich unitów. W cerkwi znajduje się słynąca łaskami ikona Matki Boskiej Jarosławskiej, zwana Bramą Miłosierdzia. W 1996 roku legat papieża Jana Pawła II, Achille Silvestrini dokonał jej koronacji koronami papieskimi.

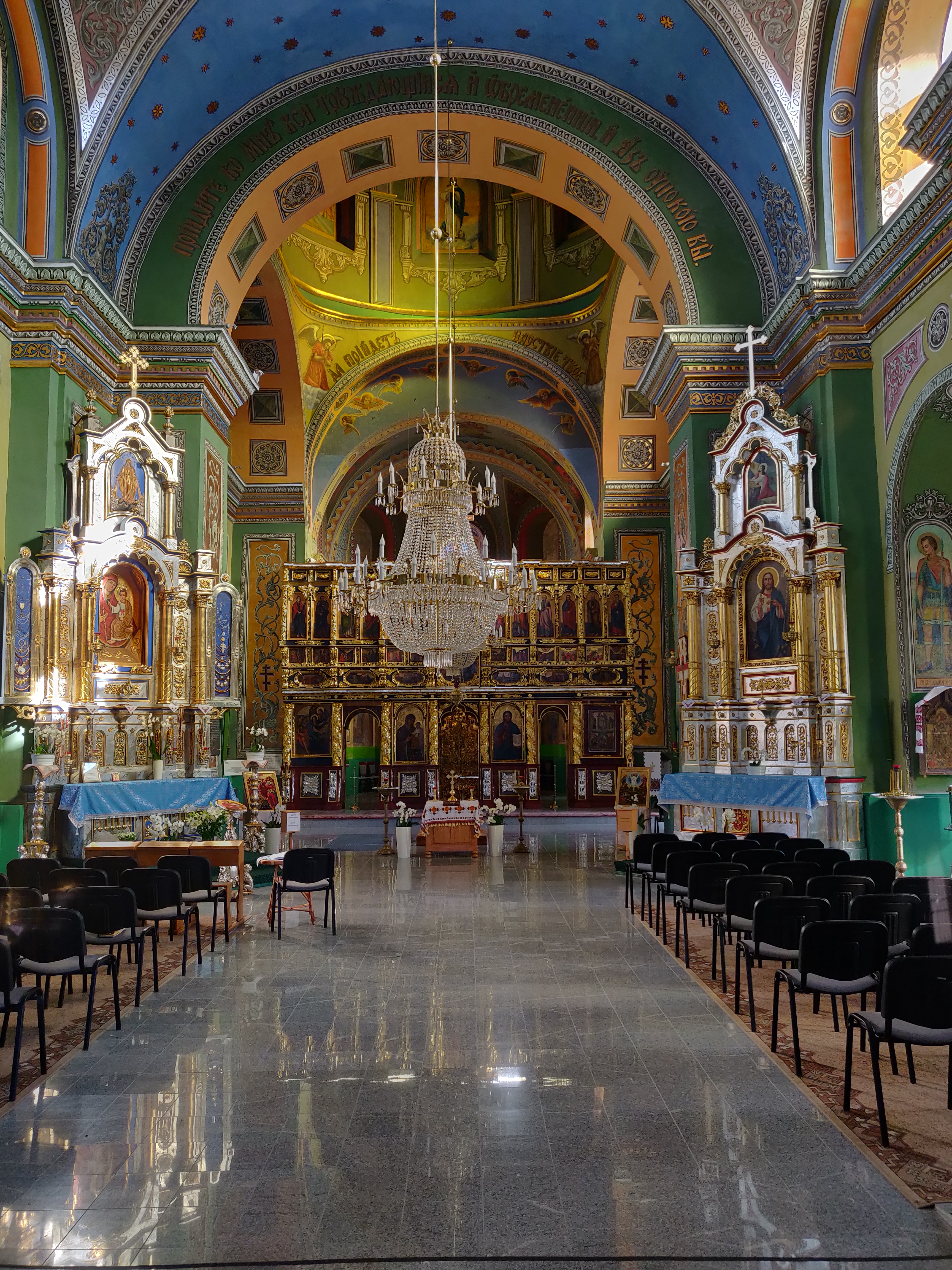
Wnętrze cerkwi
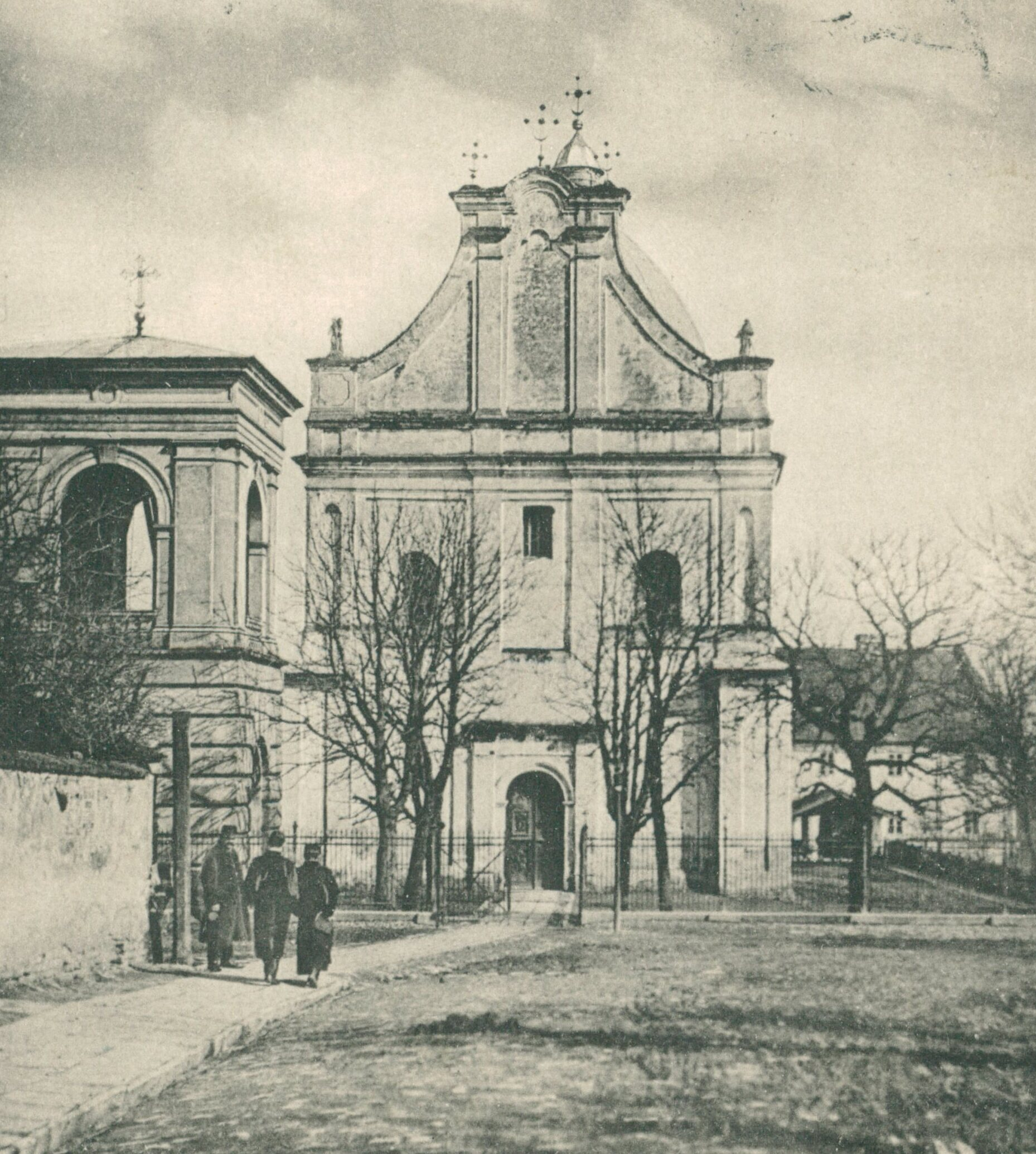
Cerkiew przed przebudową, 1903
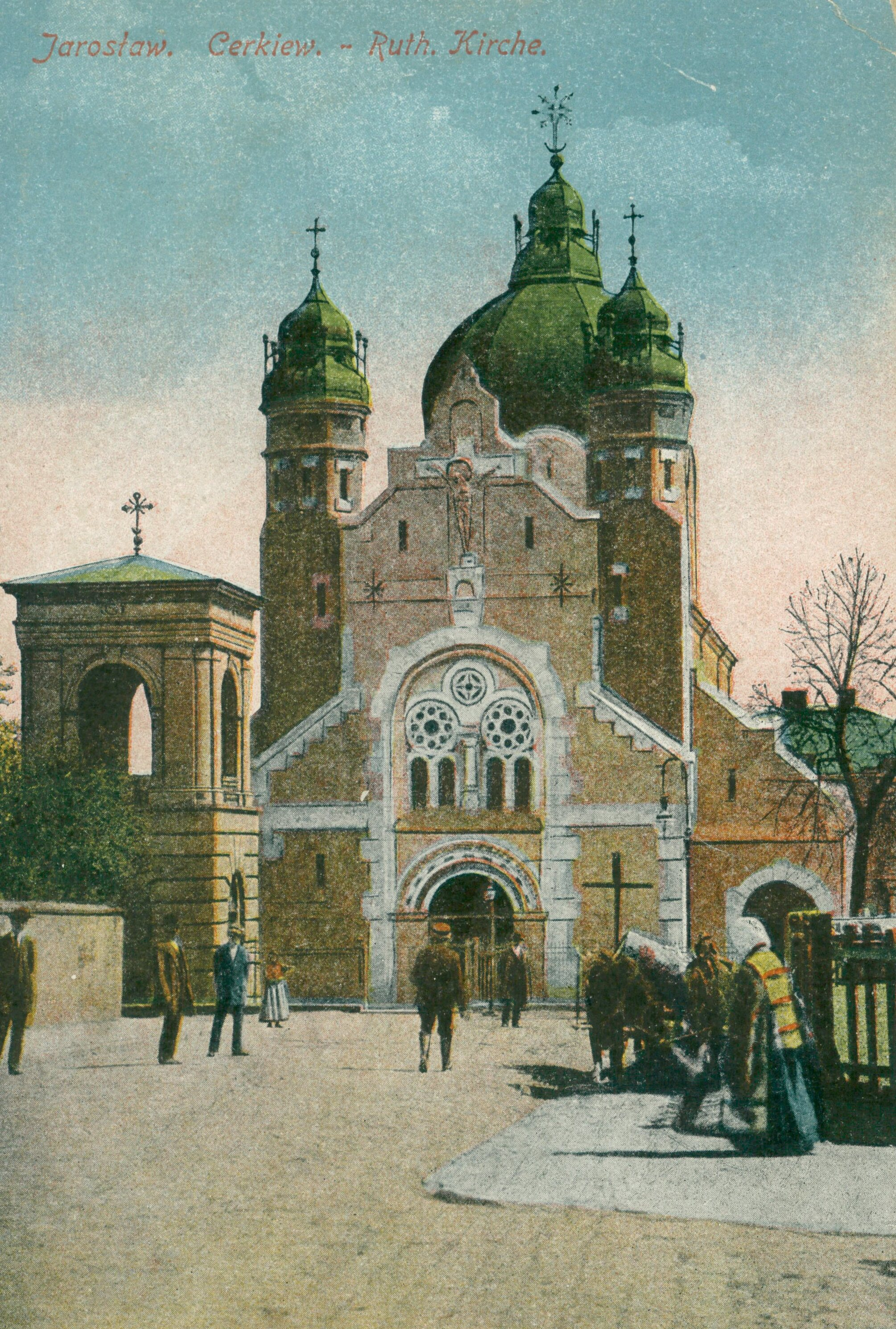
Cerkiew około 1916

## Proboszczowie cerkwi
- Wasyl Kuryłowski (1655–1738)
- Teodor Wysoczański (1738–1758)
- Jan Chryzostom Bernakewycz (1759–1764)
- Antoni Rybotycki (1764–1795)
- Paweł Sajkewycz (1795–1796)
- Jan Manastyrski (1796–1826)
- Grzegorz Błonarowycz (1826–1827)
- Daniel Kaczaniwski (1827–1836)
- Oleksander Noskewycz (1836–1837)
- Iwan Hładysziwski (1837–1855)
- Orest Wituszyński (1855–1857)
- Teodor Lewicki (1857–1878)
- Ołeksij Iwasiwska (1878–1879)
- Iwan Sanczyc (1879–1883)
- Jan Chryzostom Konstankewycz (1883–1884)
- Jan Chotyniecki (1884–1906)
- Piotr Hodowański i Piotr Jurczak (1906)
- Cyprian Chotyniecki (1906–1942)
- Ołeksij Biłyk (1942–1945)
- Stanisław Fedorowicz (1945–1965)
- Wasyli Czerwiniak (1965–1967)
- Melecjusz Biłyński (1968–1970)
- Borys Bałyk (1970–1989)
- Teodor Majkowicz (1989–1990)
- Bogdan Prach (1990–1997)
- Janusz Nahacz (1997–2001)
- Gracjan Stoica (2001–2003)
- Bohdan Kruba (2003–2014)
- Krzysztof Błażejewski (od 2014)